# Dolní Sedlo
Dolní Sedlo (deutsch Spittelgrund) ist ein Ortsteil der Stadt Hrádek nad Nisou in Tschechien. Er liegt drei Kilometer südlich von Hrádek nad Nisou und gehört zum Okres Liberec.

## Geographie
Die Streusiedlung Dolní Sedlo befindet sich am Fuße des Lausitzer Gebirges über der Talmulde des Sedlecký potok (Spittelbach). Westlich erhebt sich der Sedlecký Špičák (Lindeberg, 544 m), südwestlich die Popova skála (Pfaffenstein, 565 m) und Podkova (Hufeisenberg, 518 m), im Süden die Krkávčí skály (Rabensteine; 499 m) und der Hřebeny (Passer Kamm, 530 m) und südwestlich der Ostrý vrch (Spitzstein, 507 m). Westlich liegt der Nad Vodárnou (Giebelsberg, 358 m), nordwestlich der Písečný vrch (316 m) und im Norden unterhalb des Dorfes der Ovčí kopec (Schafberg, 263 m). Gegen Südwesten führt das Tal des am Schwarzen Berg entspringenden Spittelbaches ins Gebirge und bildet den von Felsformationen gesäumten Kaisergrund (Krásný důl).
Nachbarorte sind Loučná im Norden, Donín im Nordosten, Chotyně und Hamr im Osten, Dolní Suchá im Südosten, Horní Sedlo und Polesí im Süden, Petrovice im Südwesten, Lückendorf im Westen sowie Hartau im Nordwesten.

## Geschichte
Auf den Fluren des dem Hospital St. Jacob in Zittau gehörigen Spittel-Vorwerks entstand die Ansiedlung Spittelgrund. Nach dem Dreißigjährigen Krieg gehörte das Dorf zur Herrschaft Grafenstein. Im Jahr 1830 bestand der Ort aus 55 Häusern und hatte 422 Einwohner.
Nach der Aufhebung der Patrimonialherrschaften bildete Spittelgrund ab 1850 eine politische Gemeinde in der Bezirkshauptmannschaft Deutsch Gabel/Německé Jablonné. 1869 lebten in Spittelgrund 490 Menschen. Im Jahre 1900 hatte die Gemeinde bereits 530 Einwohner. Westlich von Spittelgrund entstand am nördlichen Fuß des Lindeberges die beliebte Ausflugsgaststätte Hahnbergbaude. 1930 lebten in Spittelgrund 566 Menschen, einschließlich des Ortsteiles Paß waren es 702. Nach dem Münchner Abkommen wurde die Gemeinde 1938 dem Deutschen Reich zugeschlagen und gehörte bis 1939 zum Landkreis Deutsch Gabel und danach bis 1945 zum Landkreis Reichenberg. 1939 hatte die Gemeinde Spittelgrund mit Pass 603 Einwohner. Nach dem Ende des Zweiten Weltkrieges kam Spittelgrund zur Tschechoslowakei zurück und die deutsche Bevölkerung wurde bis 1946 vertrieben. Im Jahre 1947 erhielt das Dorf den neuen Namen Dolní Sedlo, zugleich wurde der Ortsteil Sedlo in Horní Sedlo umbenannt.
1950 hatte Dolní Sedlo nur noch 241 Einwohner. Die Střelnice (Hahnbergbaude) wurde in den 1950er Jahren abgerissen. Die Gemeinde gehörte bis 1960 zum Okres Liberec-okolí. Dieser wurde 1961 aufgelöst und Horní Sedlo am 1. Januar 1961 nach Hrádek nad Nisou eingemeindet. 1991 hatte der Ort 161 Einwohner. Im Jahre 2001 bestand das Dorf aus 54 Häusern, in denen 167 Menschen lebten. Neun Häuser des Dorfes werden zu Erholungszwecken genützt.

## Ortsgliederung
Der Katastralbezirk Dolní Sedlo umfasst die Ortschaften Dolní Sedlo und Horní Sedlo.

## Sehenswürdigkeiten
- Sedlecký Špičák (Lindeberg, 554 m) mit altem Steinbruch am Gipfel
- Popova skála (Pfaffenstein, 565 m) südlich des Dorfes
- Kaisergrund mit den Oberwegsteinen

## Söhne und Töchter des Ortes
- Franz Joseph Schwarz (1841–1911), Bildhauer
- Franz Wenzel Schwarz (1842–1919), Historien-, Portrait- und Glasmaler (genannt Wenzel-Schwarz)[3]
- Joseph Schwarz (1848– nach 1899), Bildhauer
- Anton Schwarz (1853–1905), Bildhauer
- Adolf Ignaz Schwarz (1855–1913), Bildhauer
- Martin Weikert (1914–1997), stellvertretender Minister der Staatssicherheit der DDR